# La Martre
La Martre é uma comuna francesa na região administrativa da Provença-Alpes-Costa Azul, no departamento de Var. Estende-se por uma área de 20,37 km². Em 2010 a comuna tinha 217 habitantes (densidade: 10,7 hab./km²).8 hab/km².